# استان شمالی، سیرالئون
استان شمالی، سیرالئون (به لاتین: Northern Province, Sierra Leone) یکی از استان‌های کشورسیرالئون است که در شمالشرقی این کشور واقع شده‌است.

## خصوصیات
استان شمالی ۳۵۹۳۶ کیلومترمربع مساحت و بر اساس سرشماری سال ۲۰۱۵ بالغ بر ۲٬۵۰۲٬۸۶۵ نفر جمعیت دارد.